# South Pasadena (Florida)
South Pasadena város az Amerikai Egyesült Államok Florida államában Pinellas megyében. Lakosainak száma 5353 fő (2020. április 1.).

## Népesség
A település népességének változása:

| 2010 | 4 964 |
| 2020 | 5 353 |